# Chapelle de Gabet
Pour les articles homonymes, voir Chapelle du Champ des Martyrs (homonymie).
 (février 2013).
Si vous disposez d'ouvrages ou d'articles de référence ou si vous connaissez des sites web de qualité traitant du thème abordé ici, merci de compléter l'article en donnant les références utiles à sa vérifiabilité et en les liant à la section « Notes et références ».
La chapelle de Gabet est le lieu de sépulture situé à Orange pour les personnes guillotinées au cours de la Révolution française.

## Historique
Cette chapelle est due à l'initiative de Pierre Millet, de Gabet, qui finança sa construction en 1832, sur les fosses où les victimes de 1794 avaient été jetées pêle-mêle, et recouvertes de chaux vive. C’était sous le règne de la Terreur. 
Le tribunal  établit, sous le nom de Commission Populaire, siégea du 19 juin 1794 au 4 août 1794  ; il tint 44 séances, rendit 595 jugements, prononça 147 acquittements, condamna 116 prévenus à la prison et 332 à la peine de mort. Parmi ces derniers, 36 membres du clergé, 32 religieuses, et 264 autres personnes appartenant à divers corps de métiers, 43 cultivateurs ou journaliers, 13 cordonniers, 12 femmes dont 6 veuves, 11 ouvriers de soie, 3 cardeurs de laine, 6 orfèvres, 6 charpentiers,  menuisiers ou charrons, 5 aubergistes, 5 tailleurs, 5 maçons, 3 boulangers, 3 Maréchaux-ferrants, 2 bouchers, 2 chapeliers, 2 cordiers, 2 meuniers, 2 selliers, 2 couturières, des fondeurs, foulonniers, messagers, pâtissiers, quincailliers, taillandiers, vanniers, relieurs, revendeurs, commis ou domestiques.
Avant d’être jugées, les victimes furent d’abord détenues, pendant un temps plus ou moins long, dans les 6 différentes prisons établies à Orange pour les recevoir :
- La prison du cirque  ; le Théâtre romain
- La prison des Dames  ; le Tribunal actuel
- La prison de la Cure  ; Place du Cloître attenante à la cathédrale
- La prison des Chièzes  ; maison des Pères Gardistes
- La prison de la Baronne de Saunier
- La prison des Cordeliers  ; l’Église Saint-Florent

## Description
La chapelle, construite en 1832, sur le terrain acquit par Pierre Millet en 1799, est de forme rectangulaire. La toiture reposse sur trois rangées de génoises.